# João Antônio Lopes Gondin
João Antônio Lopes Gondin (Laguna, ca. 1800 — Desterro, 21 de dezembro de 1869) foi um militar e político brasileiro.
Filho de Joaquim Antônio Lopes Gondin e de Brígida Joaquina de Jesus.
Foi deputado à Assembleia Legislativa Provincial de Santa Catarina na 10ª legislatura (1854 — 1855), na 11ª legislatura (1856 — 1857), e na 12ª legislatura (1858 — 1859).